# 艾奇曼麗脂鯉

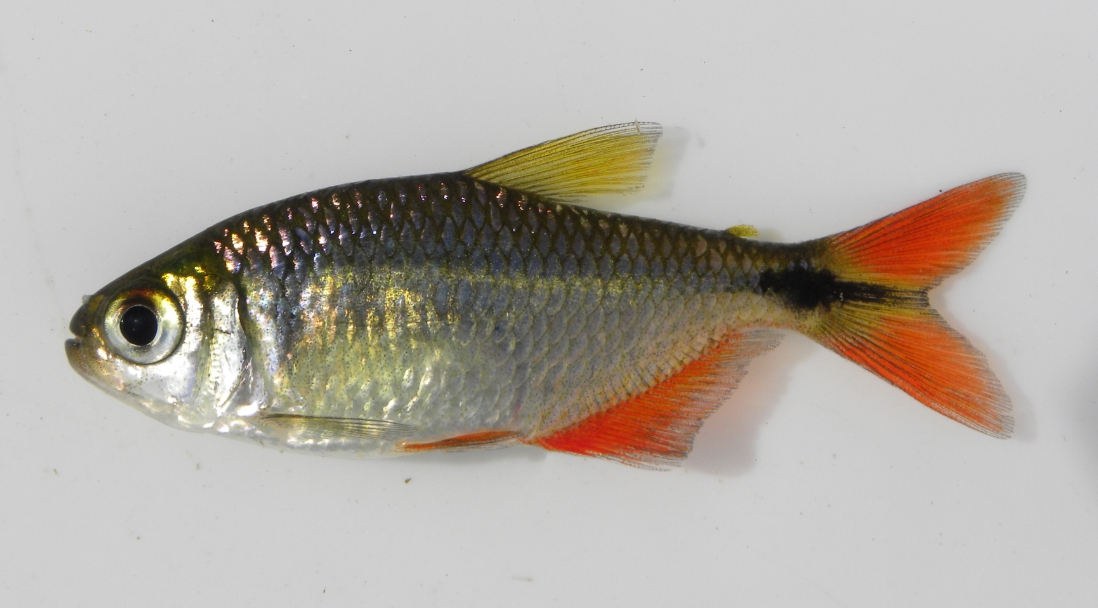
在乌拉圭捕获的艾奇曼丽脂鲤

艾奇曼麗脂鯉，為輻鰭魚綱脂鯉目脂鯉亞目脂鯉科的其中一個種，為熱帶淡水魚，分布於南美洲烏拉圭河及巴拉那河流域，體長可達4.9公分，棲息在底中層水域，生活習性不明。

## 扩展阅读
維基物種上的相關：艾奇曼麗脂鯉